# Rozetsidderrog
De rozetsidderrog (Torpedo bauchotae) is een vissensoort uit de familie van de sidderroggen (Torpedinidae). De wetenschappelijke naam van de soort is voor het eerst geldig gepubliceerd in 1978 door Cadenat, Capapé & Desoutter.